# 花村親吉
花村 親吉（はなむら ちかよし、生年未詳 - 文禄3年3月20日（1594年））は戦国時代の武将。花村氏。村上義清の家臣、若狭守である。信濃国筑摩郡上ノ山城の城主である。戒名は長樹院殿本覚安清大禅定門。
| スタブアイコン | サブスタブ | この項目は、まだ閲覧者の調べものの参照としては役立たない、人物に関連した書きかけの項目です。この項目を加筆・訂正などしてくださる協力者を求めています（P:人物伝/PJ:人物伝）。 |